# Langstilket filtrose
Langstilket filtrose (Rosa tomentosa), er en art af vildrose. Det er en busk, der vokser til omkring 3 meters højde. Den findes i Lilleasien, Kaukasus (hvor den måske ikke er hjemmehørende) og store dele af Europa: De britiske øer, Frankrig, Centraleuropa, det nordlige Spanien, Italien og Balkan (undtagen Grækenland). På de britiske øer kan den findes i levende hegn og skovkanter, og den blomstrer typisk mellem juni og juli. Længere mod syd, i Bulgarien, blomstrer den i maj.

## I Danmark
Nordgrænsen for artens naturlige udbredelse går gennem Danmark. Der er en lille bestand på Egholm i Limfjorden, men den er regnet som en truet art på den danske rødliste.